# 圣保罗卡普德茹
圣保罗卡普德茹（法語：Saint-Paul-Cap-de-Joux，法語發音：[sɛ̃ pɔl kap də ʒu]）是法国奥克西塔尼大区塔恩省的一个市镇，属于卡斯特尔区。

## 地理
圣保罗卡普德茹（43°38'50"N, 1°58'33"E）面积17.01 平方千米，位于法国奧克西塔尼大區塔恩省，该省份为法国南部内陆省份，北起顺时针与阿韦龙省、埃罗省、奥德省、上加龙省和塔恩-加龙省接壤。
与圣保罗卡普德茹接壤的市镇（或旧市镇、城区）包括：达米亚特、吉塔朗斯-拉尔巴雷德、普拉德、皮洛朗斯、塞尔维耶斯、泰索德。

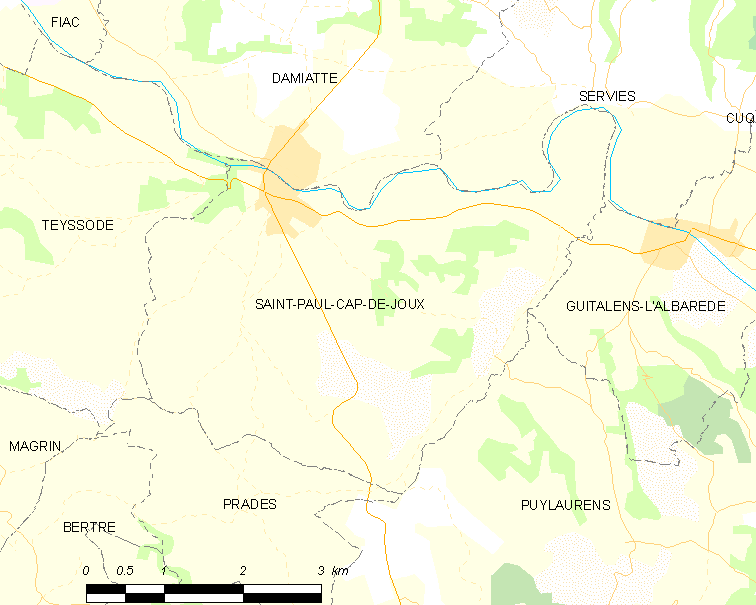
圣保罗卡普德茹的OSM定位图

圣保罗卡普德茹的时区为UTC+01:00、UTC+02:00（夏令时）。

## 行政
圣保罗卡普德茹的邮政编码为81220，INSEE市镇编码为81266。

## 政治
圣保罗卡普德茹所属的省级选区为阿古平原县。

## 人口

1962-2008年间圣保罗卡普德茹人口变化图示

圣保罗卡普德茹于2022年1月1日时的人口数量为1060人。